# Péter Baczakó
Péter Baczakó (ur. 27 września 1951 w Ercsi, zm. 1 kwietnia 2008 w Budapeszcie) – węgierski sztangista, dwukrotny medalista olimpijski i czterokrotny medalista mistrzostw świata.

## Kariera
Startował w wadze lekkociężkiej (do 82,5 kilogramów) oraz półciężkiej (do 90 kilogramów). Pierwszy sukces w karierze osiągnął w 1976 roku, kiedy podczas igrzysk olimpijskich w Montrealu zdobył brązowy medal w wadze lekkociężkiej. W zawodach tych wyprzedzili go jedynie Waleryj Szaryj z ZSRR i Bułgar Trendafił Stojczew. Węgier wywalczył tym samym brązowy medal mistrzostw świata. Następnie zajmował drugie miejsce na mistrzostwach świata w Stuttgarcie 1977 roku i rozgrywanych rok później mistrzostwach świata w Gettysburgu. Od 1979 roku startował w wadze półciężkiej, w której zdobył złoty medal na igrzyskach olimpijskich w Moskwie. Z wynikiem 377,5 kg wyprzedził tam Bułgara Rumena Aleksandrowa i Franka Mantka z NRD. Ponadto zdobywał srebrne medale na mistrzostwach Europy w Stuttgarcie w 1977 roku,  mistrzostwach Europy w Hawierzowie w 1978 roku (waga lekkociężka) i mistrzostwach Europy w Warnie w 1979 roku (waga półciężka).
Karierę spędził w budapeszteńskim BKV-Elore, po jej zakończeniu pracował w tym klubie jako trener. Zmarł na raka, pod koniec życia poruszał się na wózku inwalidzkim.

## Osiągnięcia

### Starty olimpijskie
- Montreal 1976 – kategoria do 82,5 kilogramów – brąz
- Moskwa 1980 – kategoria do 90 kilogramów – złoto

### Mistrzostwa świata
- Montreal 1976 – kategoria do 82,5 kilogramów – brąz
- Stuttgart 1977 – kategoria do 82,5 kilogramów – srebro
- Gettysburg 1978 – kategoria do 82,5 kilogramów – srebro
- Moskwa 1980 – kategoria do 90 kilogramów – złoto